# Siółki
Siółki (biał. Сюлкі, Siułki; ros. Сюлки, Siułki) – wieś na Białorusi, w obwodzie brzeskim, w rejonie kamienieckim, w sielsowiecie Wojska.
Współcześnie w skład wsi wchodzi także dawny majątek ziemski (folwark) Jelonka Mała.

## Historia
W XIX i w początkach XX w. położone były w Rosji, w guberni grodzieńskiej, w powiecie brzeskim, w gminie Wojska.
W dwudziestoleciu międzywojennym leżały w Polsce, w województwie poleskim, w powiecie brzeskim, do 18 kwietnia 1928 w gminie Wojska, następnie w gminie Ratajczyce. W 1921 Siółki liczyły 89 mieszkańców, zamieszkałych w 9 budynkach, w tym 86 Białorusinów i 3 Polaków. Wszyscy mieszkańcy byli wyznania prawosławnego. Jelonka Mała liczyła zaś 83 mieszkańców, zamieszkałych w 5 budynkach, w tym 59 Białorusinów i 24 Żydów. 53 mieszkańców było wyznania prawosławnego i 30 mojżeszowego.
Po II wojnie światowej w granicach Związku Sowieckiego. Od 1991 w niepodległej Białorusi.